# Novoribatella minutisetarum
Novoribatella minutisetarum är en kvalsterart som beskrevs av Engelbrecht 1986. Novoribatella minutisetarum ingår i släktet Novoribatella och familjen Oribatellidae. Inga underarter finns listade i Catalogue of Life.